# Aleksandr Bessmertnykh (ski de fond)
Pour les articles homonymes, voir Alexander Bessmertnykh.
Aleksandr Andreïevitch Bessmertnykh (en russe : Александр Андреевич Бессмертных), né le 15 septembre 1986 à Beriozovski, est un fondeur russe. Il est notamment médaillé d'argent du quinze kilomètres classique aux Championnats du monde 2019 et du relais aux Jeux olympiques 2014 à Sotchi.

## Carrière
Participant à des compétitions reconnues par la FIS à partir de l'hiver 2007-2008, il démarre en Coupe du monde en mars 2009 à Lahti où il marque ses premiers points (29e). Il remporte cette année deux médailles aux Championnats du monde des moins de 23 ans. Le 19 janvier 2013, il monte sur son premier podium de Coupe du monde en terminant deuxième du 15 km classique de La Clusaz, battu sur le fil par Aleksey Poltaranin après avoir relâché son effort trop tôt avant la ligne d'arrivée. Le mois de décembre suivant, il remporte son premier succès avec ses coéquipiers du relais à Lillehammer.
Lors des Jeux olympiques d'hiver de 2014, Bessmertnykh connaît son premier podium olympique avec une médaille d'argent lors du relais 4 × 10 km avec Alexander Legkov, Dmitri Iaparov et Maksim Vylegzhanin. Il a aussi terminé 7e du 15 km classique.
En 2017, sa médaille olympique lui est temporairement retirée à la suite de la disqualification de ses partenaires Legkov et Vylegzhanin pour dopage, qui entraîne celle du relais. Le 1er février 2018, le Tribunal Arbitral du Sport annule cette décision  à cause de preuves jugées insuffisantes pour établir une violation des règles d'antidopage, mais le CIO se réserve le droit d'en rester à sa première décision.
Il remporte une médaille d'argent en relais aux Championnats du monde de Lahti, où il est aussi quatrième du quinze kilomètres classique. En fin de saison, il est troisième du prestigieux cinquante kilomètres d'Oslo, enregistrant son quatrième podium en Coupe du monde.
Lors de la saison 2018-2019, il monte sur la troisième marche du podium du quinze kilomètres classique à Cogne, après un Tour de ski terminé au 33e rang.
Aux Championnats du monde de Seefeld 2019, il est vice-champion du quinze kilomètres libre trois secondes derrière Martin Johnsrud Sundby, remportant sa première médaille mondiale individuelle. Il ensuite médaillé d'argent avec le relais.

## Palmarès

### Jeux olympiques
| Épreuve / Édition | Sprint | Sprint                           | 15 km                            | 15 km     | Skiathlon 2 × 15 km | 50 km classique | Relais | Relais                             |
| Épreuve / Édition | libre  | classique                        | libre                            | classique | Skiathlon 2 × 15 km | 50 km classique | Sprint | 4 × 10 km                          |
| JO 2014 Sotchi    | —      | Épreuve inexistante à cette date | Épreuve inexistante à cette date | 7e        | —                   | —               | —      | Médaille d'argent, Jeux olympiques |

Légende :
- : deuxième place, médaille d'argent
- : pas d'épreuve
- — : Non disputée par Bessmertnykh
- DSQ : disqualification

### Championnats du monde
| Épreuve / Édition           | Sprint                           | Sprint                           | 15 km                            | 15 km                            | Skiathlon 2 × 15 km | 50 km | Relais | Relais    |
| Épreuve / Édition           | libre                            | classique                        | libre                            | classique                        | Skiathlon 2 × 15 km | 50 km | Sprint | 4 × 10 km |
| Mondiaux 2013 Val di Fiemme | Épreuve inexistante à cette date | —                                | —                                | Épreuve inexistante à cette date | —                   | 23e   | —      | —         |
| Mondiaux 2015 Falun         | Épreuve inexistante à cette date | —                                | —                                | Épreuve inexistante à cette date | —                   | 10e   | —      | 4e        |
| Mondiaux 2017 Lahti         | —                                | Épreuve inexistante à cette date | Épreuve inexistante à cette date | 4e                               | 17e                 | —     | —      | Argent    |
| Mondiaux 2019 Seefeld       | —                                | Épreuve inexistante à cette date | Épreuve inexistante à cette date | Argent                           | —                   | —     | —      | Argent    |

Légende :
- : pas d'épreuve
- — : Non disputée par Bessmertnykh

### Coupe du monde
- Meilleur classement général : 15e en 2017.
- 8 podiums : 
  - 5 podiums en épreuve individuelle : 3 deuxièmes places et 2 troisièmes places.
  - 3 podiums en relais : 2 victoires et 1 troisième place.

#### Courses par étapes
- Finales : 1 podium d'étape.

#### Classements en Coupe du monde
| Année/Classement | Année/Classement | Général | Général | Distance | Distance | Sprint | Sprint | Tour de ski depuis 2007 | Finales/Ski Tour Canada depuis 2008 | Nordic Opening depuis 2011       |
| ---------------- | ---------------- | ------- | ------- | -------- | -------- | ------ | ------ | ----------------------- | ----------------------------------- | -------------------------------- |
| Année/Classement | Année/Classement | Class.  | Points  | Class.   | Points   | Class. | Points | Tour de ski depuis 2007 | Finales/Ski Tour Canada depuis 2008 | Nordic Opening depuis 2011       |
| 2009             | 2009             | 178e    | 2       | 112e     | 2        | -      | -      | —                       | —                                   | Épreuve inexistante à cette date |
| 2011             | 2011             | 70e     | 78      | 47e      | 54       | -      | -      | 25e                     | —                                   | —                                |
| 2012             | 2012             | 55e     | 148     | 39e      | 120      | 95e    | 4      | 25e                     | -                                   | 45e                              |
| 2013             | 2013             | 30e     | 282     | 17e      | 238      | -      | -      | 20e                     | 44e                                 |                                  |
| 2014             | 2014             | 47e     | 155     | 37e      | 91       | 80e    | 12     |                         | 36e                                 | 10e                              |
| 2015             | 2015             | 28e     | 257     | 20e      | 205      | -      | -      | 18e                     | Épreuve inexistante à cette date    | 61e                              |
| 2016             | 2016             | 19e     | 490     | 18e      | 362      | 69e    | 16     | 24e                     | 13e                                 | 29e                              |
| 2017             | 2017             | 15e     | 512     | 11e      | 375      | 62e    | 15     | 13e                     | 14e                                 | 28e                              |
| 2018             | 2018             | 37e     | 177     | 27e      | 139      | -      | -      | -                       | 21e                                 | 22e                              |
| 2019             | 2019             | 46e     | 139     | 27e      | 139      | -      | -      | 33e                     | -                                   | -                                |
| 2020             | 2020             | 60e     | 88      | 40e      | 88       | -      | -      | -                       | -                                   | -                                |

Légende :
- : pas d'épreuve
- — : Non classé

### Championnats du monde des moins de 23 ans
- Praz de Lys 2009 :
  -  Médaille d'argent à la poursuite.
  -  Médaille de bronze au quinze kilomètres libre.

### Coupe d'Europe de l'Est
- 3e du classement général en 2011.
- 11 podiums, dont 5 victoires.

### Coupe OPA
- 2 podiums, dont 1 victoire.

### Championnats de Russie
- 2 deux fois champion du cinquante kilomètres en 2013 et 2015.